# Andaluský pes
Andaluský pes (Un chien andalou) je šestnáctiminutový surrealistický film Luise Buñuela a Salvadora Dalího natočený v roce 1929.

## Obsah
Film nevypráví příběh v běžném slova smyslu, ale je tvořen rychlým sledem surrealistických obrazů. Otevírá ho prolog, ve kterém sám režisér brousí břitvu, aby vzápětí vyšel na balkon, kde poté, co úzký mrak zrychleně přejede přes měsíc na obloze, rozřízne oko sedící dívky.
Další scény jsou spojovány postavami muže a ženy, kteří rozvíjejí svůj vztah v surreálném prostředí – světě, kde se mísí reálné a snové, kde čas ani prostor nejsou omezeny známými pravidly. Osoba zastřelená v pokoji tak dopadá na zem v parku, ochlupení z dívčina podpaží se náhle objevuje na mužově tváři. Času je ubírána veškerá hodnota a význam především uváděcími titulky (o osm let později, ve tři hodiny ráno, o šestnáct let dříve, na jaře,…).
K nejznámějším scénám patří ruka, z níž vylézají mravenci, prsa ženy, které se pod rukama muže, jenž v tu chvíli dostává mrtvolný výraz, mění v hýždě, nebo muž s veškerým úsilím táhnoucí na lanech za sebou množství bizarních předmětů: starozákonní desky, dva účastníky kněžského semináře (jednoho z nich ztvárňuje Dalí) a koncertní křídla, na nichž leží mrtví osli.

## Pozadí
Luis Buñuel a Salvador Dalí byli přáteli už od počátku 20. let, kdy se seznámili v čase studia v Madridu. Později, v lednu roku 1929, při jedné z Buñuelových návštěv Dalího ve Figueresu, si oba vyprávěli sny z předcházející noci. Buñuel popsal dlouhý mrak, který „jako břitva oko“ rozřízl kulatý měsíc, Dalí zase ve snu viděl ruku plnou mravenců a navrhl natočit o tom film.
V průběhu týdne společně napsali scénář k filmu, který neměl mít žádné logické, racionální nebo psychologické vysvětlení. Používali metodu podobnou surrealistickému automatickému psaní. Hlavní důraz je tedy kladen na oblast nevědomí, film je složen z obsesí autorů a obrazů, které je přitahovaly, aniž často věděli proč. Také samotný název vůbec nesouvisí s obsahem filmu – nevyskytuje se v něm jediný pes. Později Federico García Lorca (Andalusan) ve filmu viděl útok na svou osobu, myslel si, že on má být tím psem.
Finanční prostředky k realizaci poskytla Buñuelova matka. Natáčení trvalo asi čtrnáct dní v ateliérech v Paříži a Le Havru. Poté, co Buñuel film sestříhal, předvedl ho v Paříži Louisi Aragonovi a Manu Rayovi, kteří jím byli nadšeni a dožadovali se veřejného promítání. Soukromá premiéra se konala 6. června 1929 ve Studiu des Ursulines a shromáždila se na ní celá surrealistická skupina a někteří další pařížští umělci (Picasso, Cocteau).
Původně byl němý film doprovázen zvukem Wagnerovy Tristana a Isoldy a argentinskými tangy pomocí gramofonu za promítacím plátnem. K filmu byl zvuk poprvé přidán v roce 1960.
U části publika film podle očekávání vyvolal pohoršení, ale jinak byl přijímán poměrně kladně a zůstal uváděn po celých osm měsíců. To vyvolalo podezření především v Bretonově skupině, do které byl po natočení filmu Buñuel přijat, a pod jejím vlivem nakonec prohlásil, že se v jeho očích jedná o návod k sebevraždě.